# Ходене
Ходене, разхождане или вървене е едно от основните придвижващи движения при сухоземните животни, притежаващи крайници (включително и при членестоногите, които имат шест, осем или повече крайника). Човешкото ходене е най-естественото движение за човека, което се осъществява в резултат на сложна координирана двигателна дейност на скелетните мускули на туловището и крайниците. Това е най-достъпният вид физическа активност.
Ходенето обикновено е по-бавно от бягането и други видове походки. При хората, то се извършва в изправено положение и винаги с поне една опорна точка на долен крайник със земята, в противен случай става въпрос за бягане.

## Ползи за здравето
Редовните, бързи ходови упражнения от всякакъв вид могат да подобрят увереността, издръжливостта, енергията, контрола на теглото и продължителността на живота и намаляват стреса. То също така намалява риска от исхемична болест на сърцето, инсулт, диабет, високо кръвно налягане, рак на дебелото черво и остеопороза. Научните изследвания също така показват, че ходенето, освен физическите ползи, е полезно и за ума, подобрявайки паметта, способността за учене, концентрацията, настроението и абстрактните разсъждения. Продължителните часови периоди на ходене за минимален период от тридесет до шестдесет минути на ден, пет дни в седмицата с правилната стойка за ходене, намаляват рисковете за здравето и имат различни общи ползи за здравето, като например намаляване на шансовете за рак, диабет тип 2 , сърдечни заболявания, тревожно разстройство и депресия. Продължителността на живота също се увеличава дори при хора, страдащи от затлъстяване или високо кръвно налягане. Ходенето също подобрява здравето на костите, особено укрепването на тазобедрената кост и понижаването на вредния холестерол с липопротеини с ниска плътност (LDL) и повишаване на полезния холестерол с липопротеини с висока плътност (HDL). Проучванията установяват, че ходенето може също да помогне за предотвратяване на деменция и болестта на Алцхаймер.
Информационният бюлетин на Центъра за контрол и превенция на заболяванията на САЩ относно връзката между ходенето и смъртността сред възрастните хора с диабет в САЩ гласи, че възрастните хора с диабет, които са ходили 2 или повече часа седмично, са намалили смъртността си от всички причини с 39 %. Жените, които са направили 4500 крачки до 7500 крачки на ден, изглежда са имали по-малко преждевременни смъртни случаи в сравнение с тези, които са направили само 2700 стъпки на ден. „Ходенето удължава живота на хората с диабет, независимо от възрастта, пола, расата, индекса на телесна маса, продължителността на времето от диагнозата и наличието на усложнения или функционални ограничения.“ Предполага се, че има връзка между скоростта на ходене и здраве и че най-добри резултати се постигат със скорост над 4 км/ч.
Правителствата в цял свят признават ползите от ходенето за психическото и физическото здраве и го насърчават активно. Този нарастващ акцент върху ходенето възниква, защото хората ходят по-малко в днешно време, отколкото преди. В Обединеното кралство доклад на Министерството на транспорта установи, че между 1995/97 и 2005 г. средният брой пешеходни пътувания на човек е намалял с 16%, от 292 на 245 годишно. Много специалисти в местните власти и Националната здравна служба на Великобритания са наети, за да спрат този спад, като гарантират, че изградената среда позволява на хората да ходят и че са налични възможности за ходене. Професионалистите, които работят за насърчаване на ходенето, идват главно от шест сектора: здравеопазване, транспорт, околна среда, училища, спорт и отдих и градски дизайн.